# E-GMP

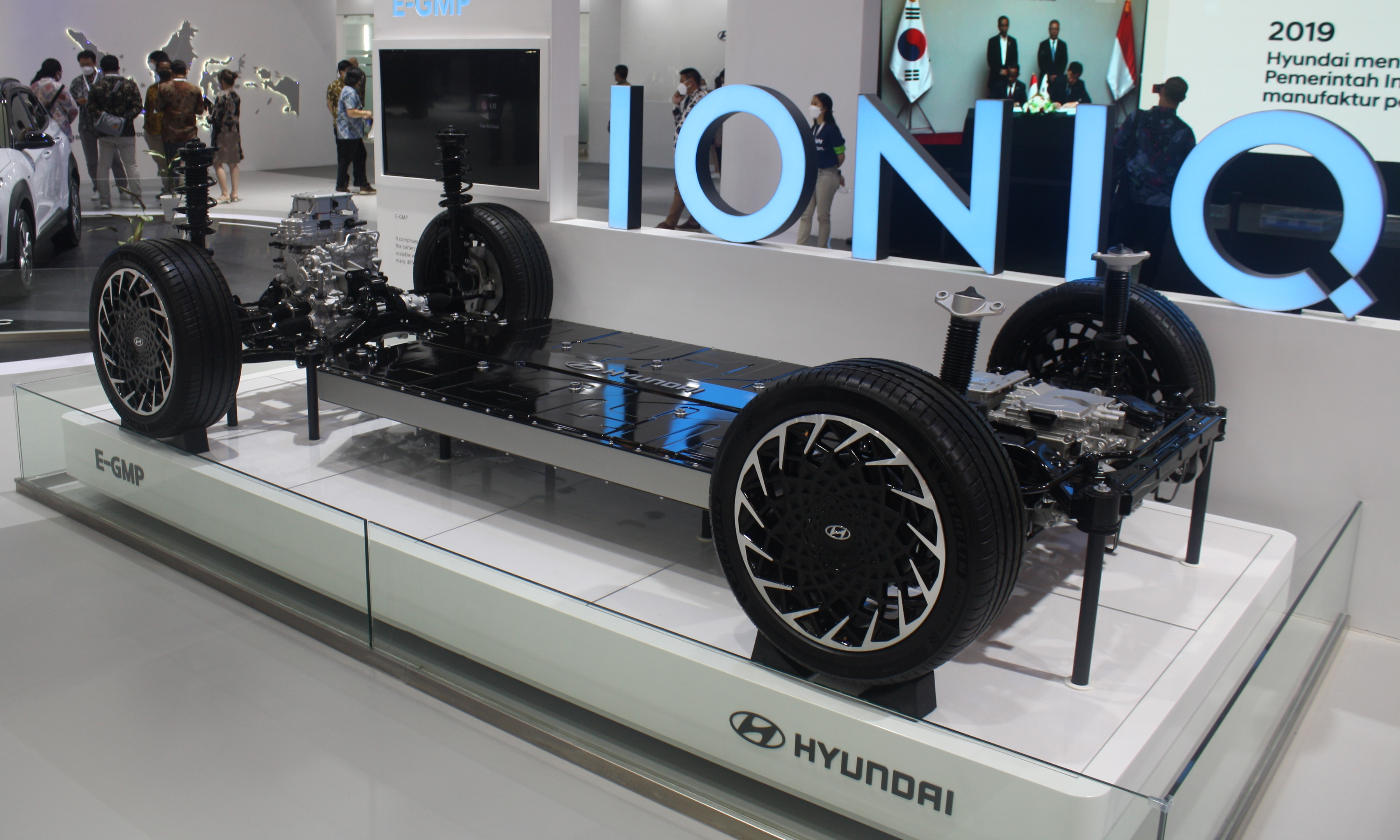
Electric Global Modular Platform auf der Gaikindo Indonesia International Auto Show 2021

E-GMP steht für Electric Global Modular Platform und ist eine Plattform des koreanischen Fahrzeugherstellers Hyundai Motor Group.
Der Hyundai Ioniq 5 kam als eins der ersten rein elektrischen Fahrzeuge, bei dem sie eingesetzt wird, im Jahr 2021 auf den Markt. Neben Hyundai wird sie auch für die Marken Kia und Genesis genutzt.

## Technik
Die Heckantriebsplattform hat eine Tragstruktur aus ultrahochfestem Stahl zum Einbau der Batterie und ein Fahrwerk mit MacPherson-Federbeinen und Dreiecksquerlenkern vorn und einer Fünflenkerhinterachse. Erstmals wird eine als Integrated Drive Axle (IDA, Achse mit integriertem Antrieb) bezeichnete Nabe eingesetzt, bei der zur Kraftübertragung auf die Räder die Radnabe und die radseitige Antriebswelle in einem Stück gefertigt sind. Auch Allradantrieb ist möglich.

### Batterie- und Ladetechnik

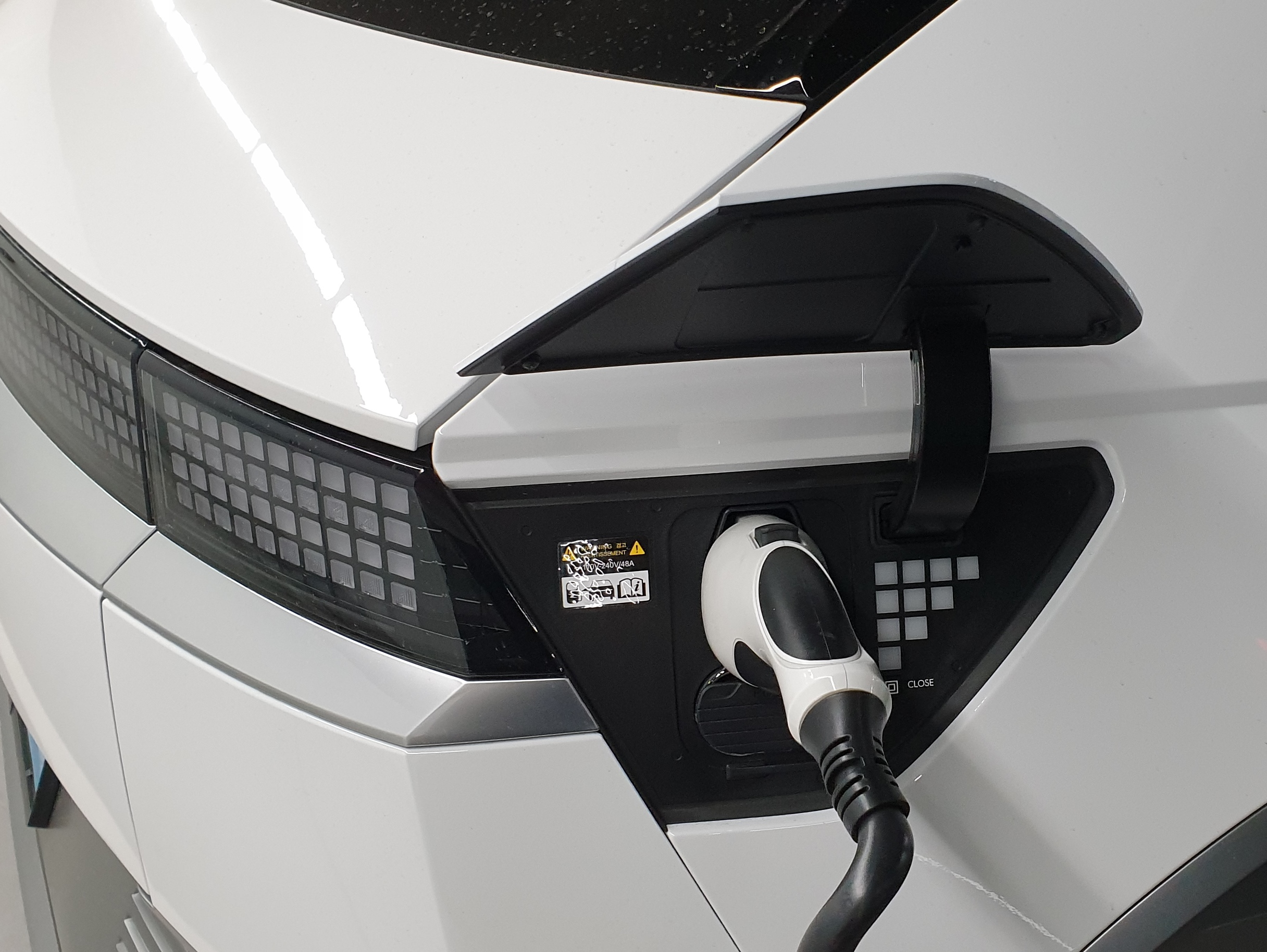
Ladeanschluss am Hyundai Ioniq 5

Bei den Batterien im Ioniq 5 handelt es sich um Lithium-Polymer-Akkumulatoren mit NMC-Zellchemie. Für die diese gibt es eigene Kühlblöcke, was zur Erhöhung der Energiedichte der Akkus um etwa zehn Prozent beiträgt.
Laden ist mit 400 oder 800 Volt Gleichstrom und bidirektional bis zu 3,6 kW möglich. Die dafür notwendige Technik wird von Rimac Automobili bereitgestellt. Für den Ioniq 5 wird ein Solardach angeboten, das mit etwa 200 W Leistung pro Jahr Energie für maximal 2.000 km liefern kann.
Im Kia EV5, der für den chinesischen Markt bestimmt ist, stammt der Lithium-Eisenphosphat-Akkumulator von BYD. Die europäische Version nutzt hingegen einen Nickel-Mangan-Cobalt-Akkumulator.

## Fahrzeugübersicht
| Bauzeit   | Baureihe        | Bild |
| --------- | --------------- | ---- |
| seit 2021 | Genesis GV60    |      |
| seit 2021 | Hyundai Ioniq 5 |      |
| seit 2022 | Hyundai Ioniq 6 |      |
| seit 2025 | Hyundai Ioniq 9 |      |
| ab 2025   | Hyundai EO      |      |
| seit 2021 | Kia EV6         |      |
| seit 2023 | Kia EV9         |      |
| seit 2023 | Kia EV5         |      |
| seit 2024 | Kia EV3         |      |
| ab 2025   | Kia EV4         |      |
| seit 2025 | Kia PV5         |      |